# Gliese 876 c
Gliese 876 c és un planeta extrasolar que orbita l'estrella nana vermella Gliese 876 cada 30,340 dies. Va ser descobert en 2001 i és el segon planeta en ordre de distància a partir del seu estel.

## Descobriment
Al moment del seu descobriment, ja se sabia que Gliese 876 albergava un planeta extrasolar designat Gliese 876 b. En 2001, les contínues anàlisis de la velocitat radial de l'estel van revelar l'existència d'un segon planeta dins del sistema, que va ser designat Gliese 876 c. Es calcula que el període orbital de Gliese 876 c és exactament la meitat del període del planeta exterior, cosa que significa que la velocitat radial del segon planeta es va interpretar al principi com una excentricitat major en l'òrbita de Gliese 876 b.

## Òrbita i massa
Gliese 876 c i Gliese 876 b, el planeta exterior, tenen períodes orbitals en una ressonància 1:2, cosa que produeix que els elements orbitals del planeta canvien molt veloçment amb la precessió de les òrbites. L'òrbita del planeta té una excentricitat major que la de qualsevol dels planetes principals que formen el nostre sistema solar. El semieix major de l'òrbita és solament de 0,1303 ua (aproximadament un terç de la distància mitjana entre Mercuri i el Sol). Malgrat això, està situat a la regió interna de la zona d'habitabilitat del sistema, a causa que Gliese 876 és un estel molt feble.
Una de les limitacions del mètode de velocitat radial emprat per detectar a Gliese 876 c és que únicament pot obtenir-se el límit inferior de la massa del planeta. En el cas de Gliese 876 c, aquest límit inferior és del 62% de la massa de Júpiter. La massa certa depèn de la inclinació de l'òrbita, que en general es desconeix. En el cas d'un sistema ressonant com Gliese 876, les interaccions gravitatòries entre els planetes poden utilitzar-se per trobar les masses veritables; per mitjà d'aquest mètode, s'estima que posseeix una inclinació aproximada de 50° sobre el pla del cel. En aquest cas, la massa veritable seria al voltant d'un 30% major que el seu límit inferior, unes 0,81 vegades la massa de Júpiter. D'altra banda, els mesuraments astromètrics indiquen que la inclinació orbital és d'uns 84°, cosa que suggeriria que la massa és gairebé la mateixa del límit inferior.

## Característiques
Donada l'enorme massa del planeta, és probable que Gliese 876 c siga un gegant gasós sense una superfície sòlida. Car el planeta tan sols ha estat detectat indirectament, a través de l'efecte gravitatori sobre el seu estel, es desconeixen característiques tals com el seu radi, composició i temperatura. Suposant que tinguera una composició semblant a la de Júpiter i el seu equilibri químic ambiental fora semblant, l'atmosfera de Gliese 876 c mancaria de núvols en la seva atmosfera superior.
Gliese 876 c s'hi troba dins de la zona d'habitabilitat de Gliese 876 respecte a la capacitat d'un planeta de massa semblant a la Terra per retenir aigua en estat líquid a la seva superfície. Encara que es desconeixen quines són les probabilitats de vida en un gegant gasós, les llunes de gran grandària podrien contenir un medi ambient habitable. Els models teòrics d'interacció entre una lluna hipotètica, el planeta i l'estel indiquen que les llunes de gran grandària haurien de poder sobreviure en òrbita al voltant de Gliese 876 b durant tota la vida del sistema planetari. D'altra banda, no és clar que existisca la possibilitat que una lluna de tals dimensions puga arribar a formar-se.